# Lisencéfalo
Lisencéfalo (ou liencéfalo) consiste numa característica do córtex cerebral de diversos animais primitivos, como os peixes, marsupiais e roedores, onde o encéfalo não apresenta as circunvoluções presentes nos girencefálicos.
Dos primatas, apenas algumas poucas espécies de lêmures não possuem girencéfalo.
Tais cérebros não possuem sulcos e circunvoluções que ampliam a área cortical, na qual se localizam os neurônios que, portanto, são em número mais reduzidos e conferem ao animal um grau diminuto de inteligência.
Para compensar essa característica limitadora, no castor o lisencéfalo possui um córtex mais largo que o comum, o que confere a este animal uma inteligência maior que os demais roedores.

## Galeria
Comparativo dos cérebros:

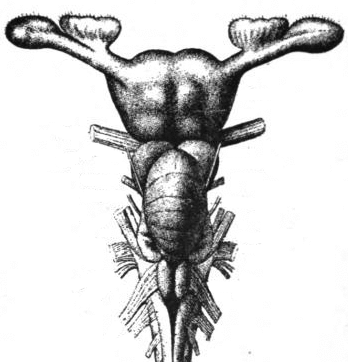
Encéfalo de peixe (tubarão).
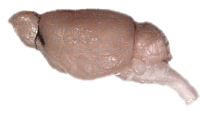
Encéfalo de rato.
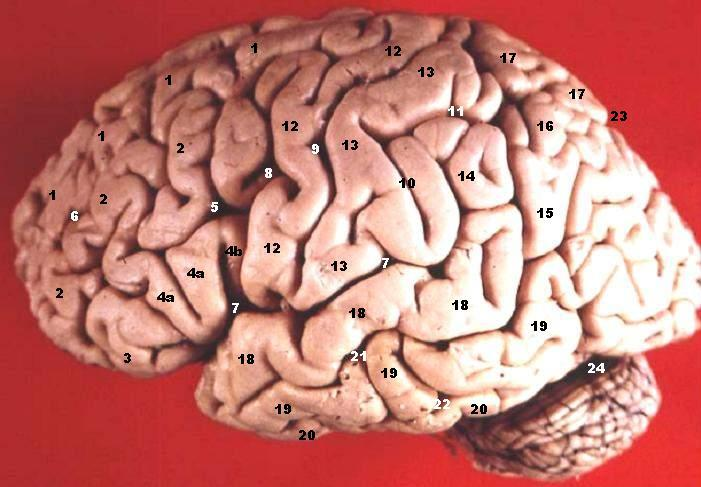
Córtex humano, com suas circunvoluções
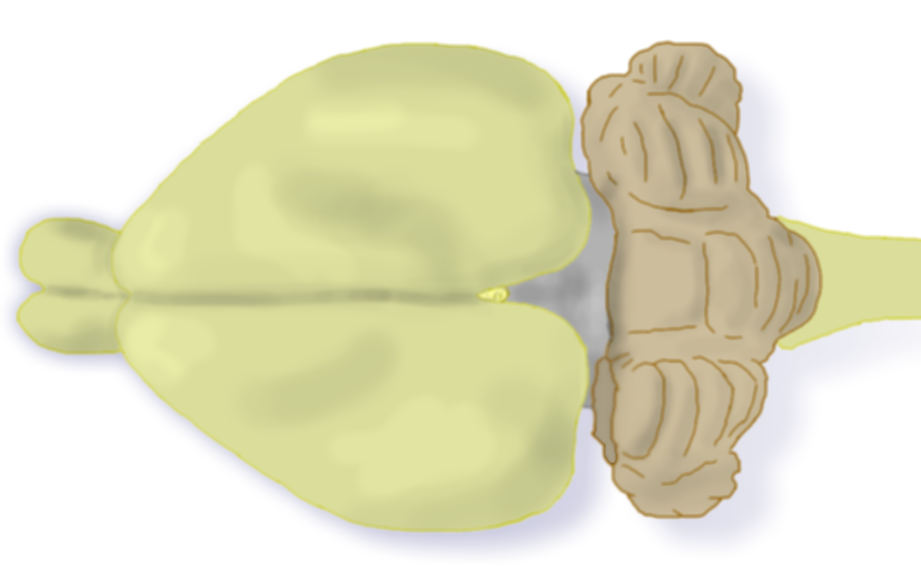
Representação do encéfalo de um coelho.